# فهرست وابسته های دیپلماتیک لسوتو
این فهرست شامل وابسته های دیپلماتیک کشور لسوتو در سراسر جهان است، به‌استثنای کنسولگری‌های افتخاری. لسوتو دارای شمار بسیار محدودی از وابسته های دیپلماتیک در خارج از کشور است.

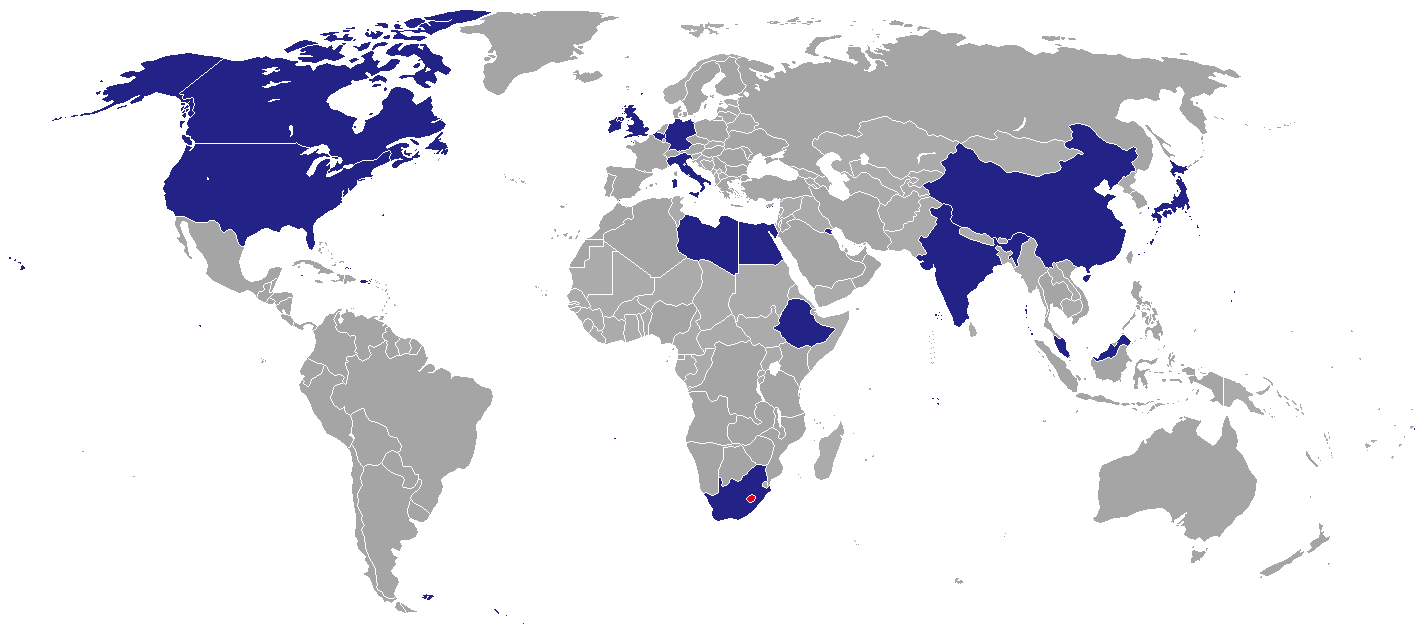
وابسته های دیپلماتیک لسوتو در سراسر جهان

## آفریقا
اتیوپی
- - آدیس آبابا (سفارت یا کمیسیون عالی)

کشورهایی که تحت پوشش این سفارت هستند:  بوروندی،  کامرون،  کیپ ورد،  جمهوری آفریقای مرکزی،  کومور،  جیبوتی،  گینه استوایی،  گابن،  کنیا،  رواندا،  سائوتومه و پرنسیپ،  سومالی،  تانزانیا،  اوگاندا
سازمان‌های بین‌المللی:  سازمان ملل متحد، برنامه محیط زیست سازمان ملل متحد، برنامه اسکان بشر ملل متحد
 آفریقای جنوبی
- - پرتوریا (کمیسیون عالی)

کشورهایی که تحت پوشش این کمیسیون عالی هستند:  آنگولا،  بوتسوانا،  جمهوری دموکراتیک کنگو،  اسواتینی،  ماداگاسکار،  مالاوی،  موریس،  موزامبیک،  نامیبیا،  سیشل،  زامبیا،  زیمبابوه
سازمان‌های بین‌المللی: اتحادیه گمرکی جنوب آفریقا ، جامعه توسعه جنوب آفریقا
کنسولگری‌ها:
- - دوربان (کنسولگری کل)
  - ژوهانسبورگ (کنسولگری کل)
  - کلرکسدورپ (کنسولگری)
  - ویلکم (کنسولگری)

## آمریکا
کانادا
- - اتاوا (کمیسیون عالی)

کشورهایی که تحت پوشش هستند:  آنتیگوآ و باربودا،  باهاما،  باربادوس،  کاستاریکا،  کوبا،  دومینیکا،  جمهوری دومینیکن،  گرنادا،  گویان،  هائیتی،  جامائیکا،  سنت لوسیا،  سنت کیتس و نویس،  سنت وینسنت و گرنادین‌ها،  ترینیداد و توباگو
 ایالات متحده آمریکا
- - واشینگتن دی‌سی (سفارت)

کشورهایی که تحت پوشش هستند:  آرژانتین،  بلیز،  بولیوی،  برزیل،  شیلی،  کلمبیا،  اکوادور،  السالوادور،  گواتمالا،  هندوراس،  مکزیک،  نیکاراگوئه،  پاناما،  پاراگوئه،  پرو،  سورینام،  اروگوئه،  ونزوئلا
سازمان‌های بین‌المللی: صندوق بین‌المللی پول، بانک جهانی

## آسیا
چین
- - پکن (سفارت)

کشورهایی که تحت پوشش هستند:  کامبوج،  لائوس،  میانمار،  کره شمالی،  پاکستان،  سنگاپور
 هند
- - دهلی نو (کمیسیون عالی)

کشورهایی که تحت پوشش هستند:  افغانستان،  بنگلادش،  بوتان (کشور)،  قرقیزستان،  مالدیو،    نپال،  سری‌لانکا،  تاجیکستان،  ترکمنستان،  ازبکستان،  ویتنام
 ژاپن
- - توکیو (سفارت)

کشورهایی که تحت پوشش هستند:  فیجی،  کیریباتی،  نائورو،  پاپوآ گینه نو،  فیلیپین،  ساموآ،  جزایر سلیمان،  کره جنوبی،  تونگا،  تووالو،  وانواتو
 کویت
- - کویت‌سیتی (سفارت)

کشورهایی که تحت پوشش هستند:  بحرین،  اریتره،  مصر،  عراق،  ایران،  اردن،  لبنان،  عمان،  قطر،  جمهوری دموکراتیک عربی صحرا،  عربستان سعودی،  سودان،  سوریه،  امارات متحده عربی،  یمن
سازمان‌های بین‌المللی: بانک عربی توسعه اقتصادی آفریقا، صندوق توسعه اوپک
 مالزی
- - کوالالامپور (کمیسیون عالی)

کشورهایی که تحت پوشش هستند:  اندونزی،  تایلند

## اروپا
بلژیک
- - بروکسل (سفارت)

کشورهایی که تحت پوشش هستند:  لوکزامبورگ،  هلند
سازمان‌های بین‌المللی:  اتحادیه اروپا، دیوان کیفری بین‌المللی، دیوان بین‌المللی دادگستری، سازمان کشورهای آفریقایی، کارائیب و اقیانوس آرام، سازمان توسعه صنعتی ملل متحد، سازمان جهانی گمرک
 آلمان
- - برلین (سفارت)

کشورهایی که تحت پوشش هستند:  ارمنستان،  اتریش،  جمهوری آذربایجان،  بلاروس،  استونی،  فرانسه،  گرجستان،   واتیکان،  لتونی،  لیتوانی،  موناکو،  مولداوی،  لهستان،  روسیه،  اوکراین
سازمان‌های بین‌المللی: آژانس بین‌المللی انرژی اتمی،  یونسکو، سازمان توسعه صنعتی ملل متحد
 جمهوری ایرلند
- - دوبلین (سفارت)

کشورهایی که تحت پوشش هستند:  دانمارک،  فنلاند،  ایسلند،  نروژ،  سوئد
 ایتالیا
- - رم (سفارت)

کشورهایی که تحت پوشش هستند:  آلبانی،  بلغارستان،  کرواسی،  جمهوری چک،  یونان،  مجارستان،  اسرائیل،  مونته‌نگرو،  مقدونیه شمالی،  رومانی،  سان مارینو،  صربستان،  اسلوونی،  ترکیه،   سوئیس
 بریتانیا
- - لندن (سفارت)

کشورهایی که تحت پوشش هستند:  اسپانیا،  پرتغال،  مالت،  قبرس،
کنسولگری‌ها:
- - بیرمنگام (کنسولگری)
  - گلاسگو (کنسولگری)
  - ادینبرو (کنسولگری)

## سازمان‌های چندجانبه
سازمان ملل متحد
- - نیویورک — نمایندگی دائم
  - ژنو — نمایندگی دائم 
    - کشورهای تحت پوشش:
      -  لیختن‌اشتاین
      -   سوئیس

    - سازمان‌ها و نهادهای بین‌المللی مستقر در ژنو:
      - گروه ۱۵
      - تمام آژانس‌های تخصصی سازمان ملل مستقر در ژنو
      - WIPO
      - سازمان بین‌المللی کار
      - اتحادیه بین‌المللی مخابرات
      - UNCTAD
      - اتحادیه جهانی پست
      - سازمان جهانی بهداشت
      - سازمان جهانی مالکیت معنوی
      - سازمان جهانی هواشناسی
      -  سازمان تجارت جهانی

## نگارخانه

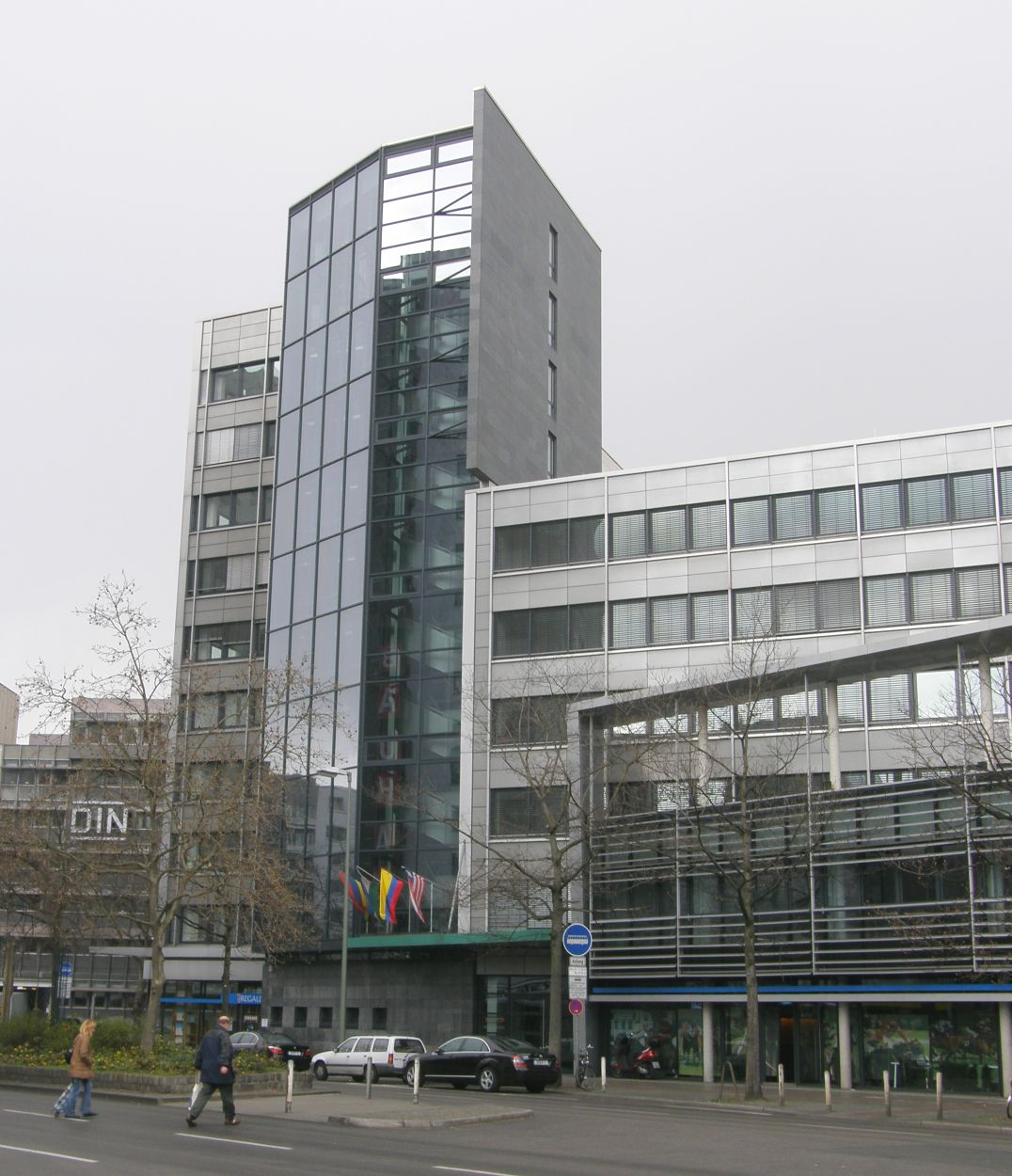
سفارت لسوتو در برلین
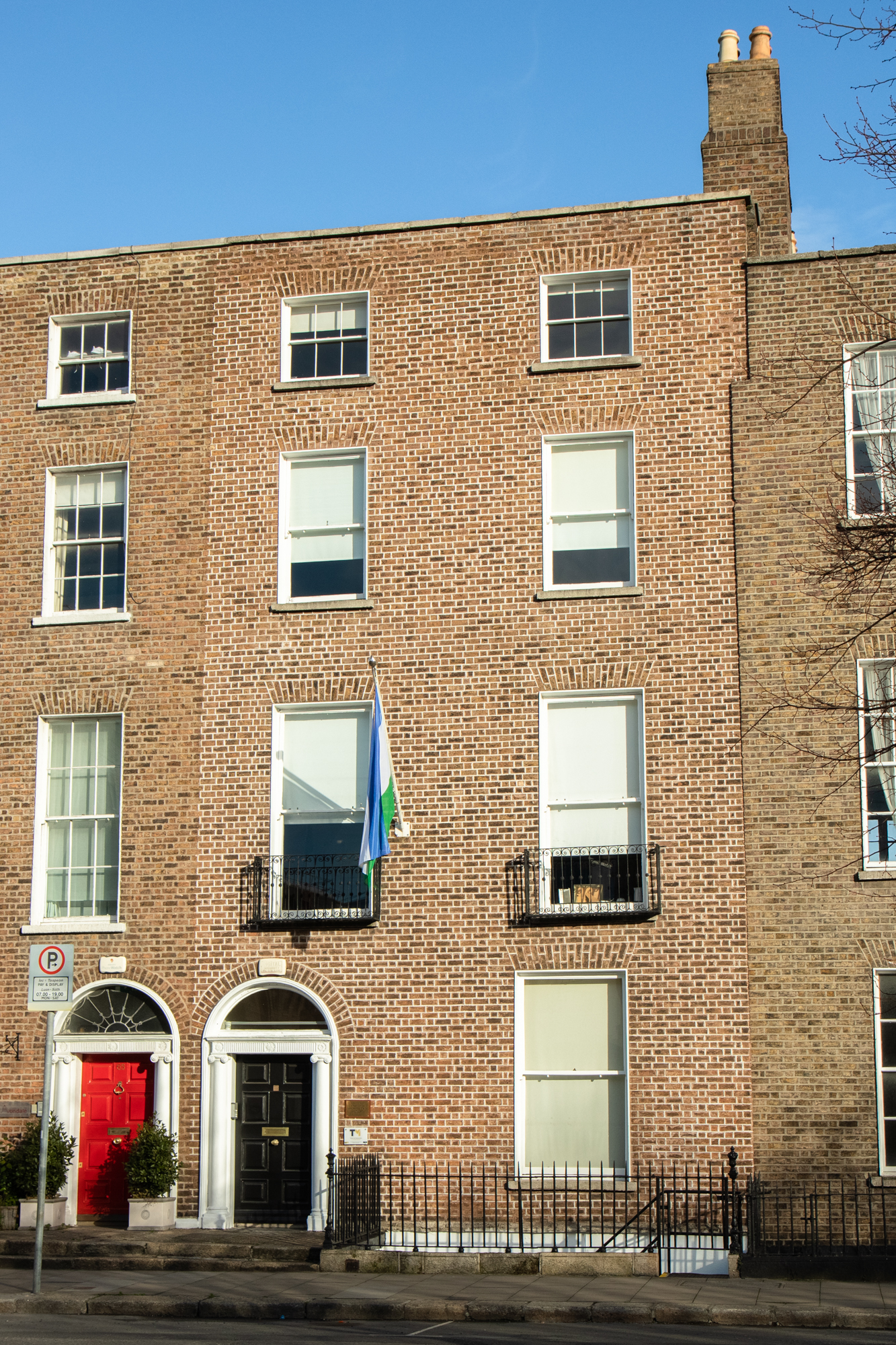
سفارت لسوتو در دوبلین
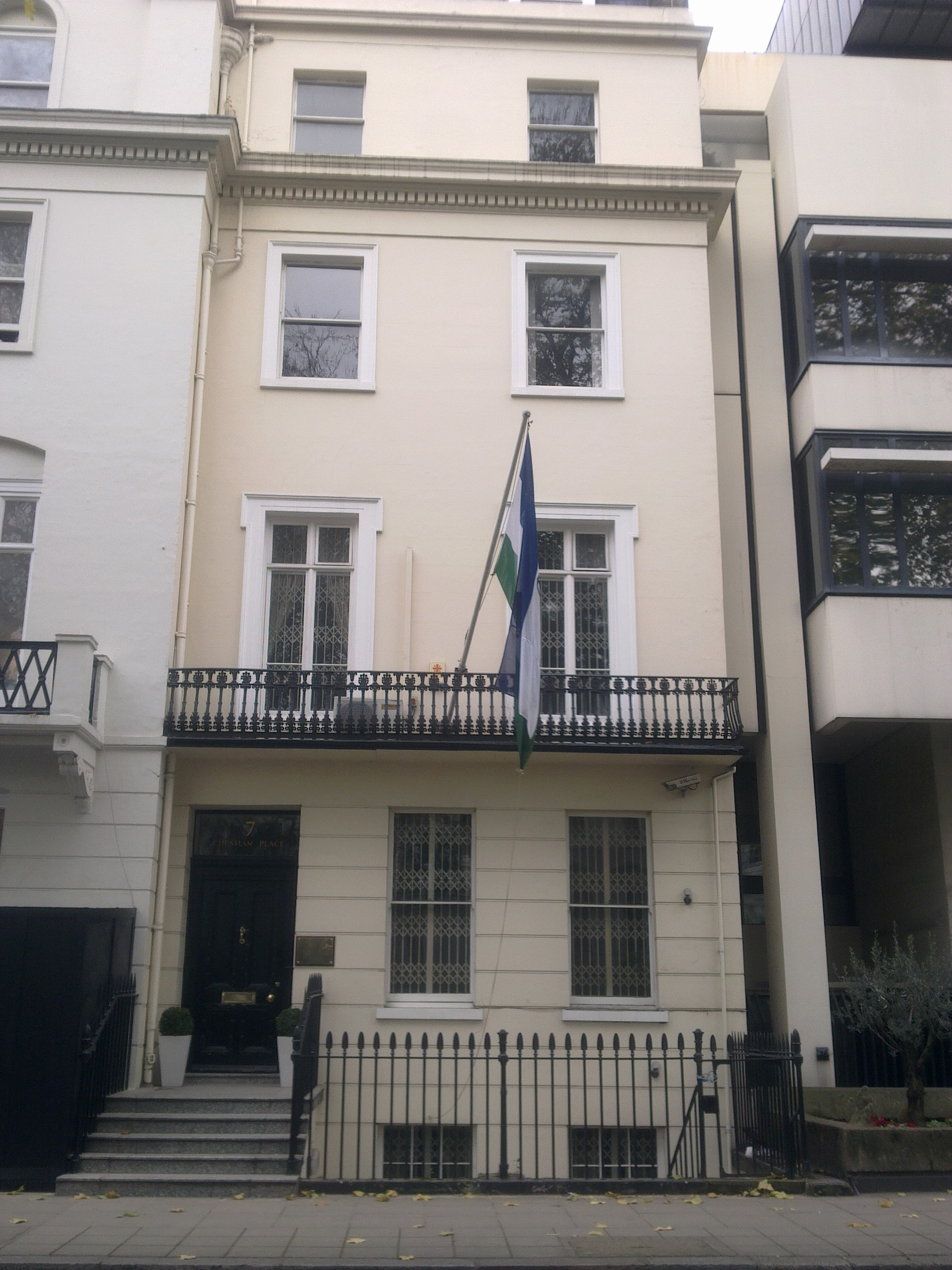
کمسیون عالی لسوتو در لندن
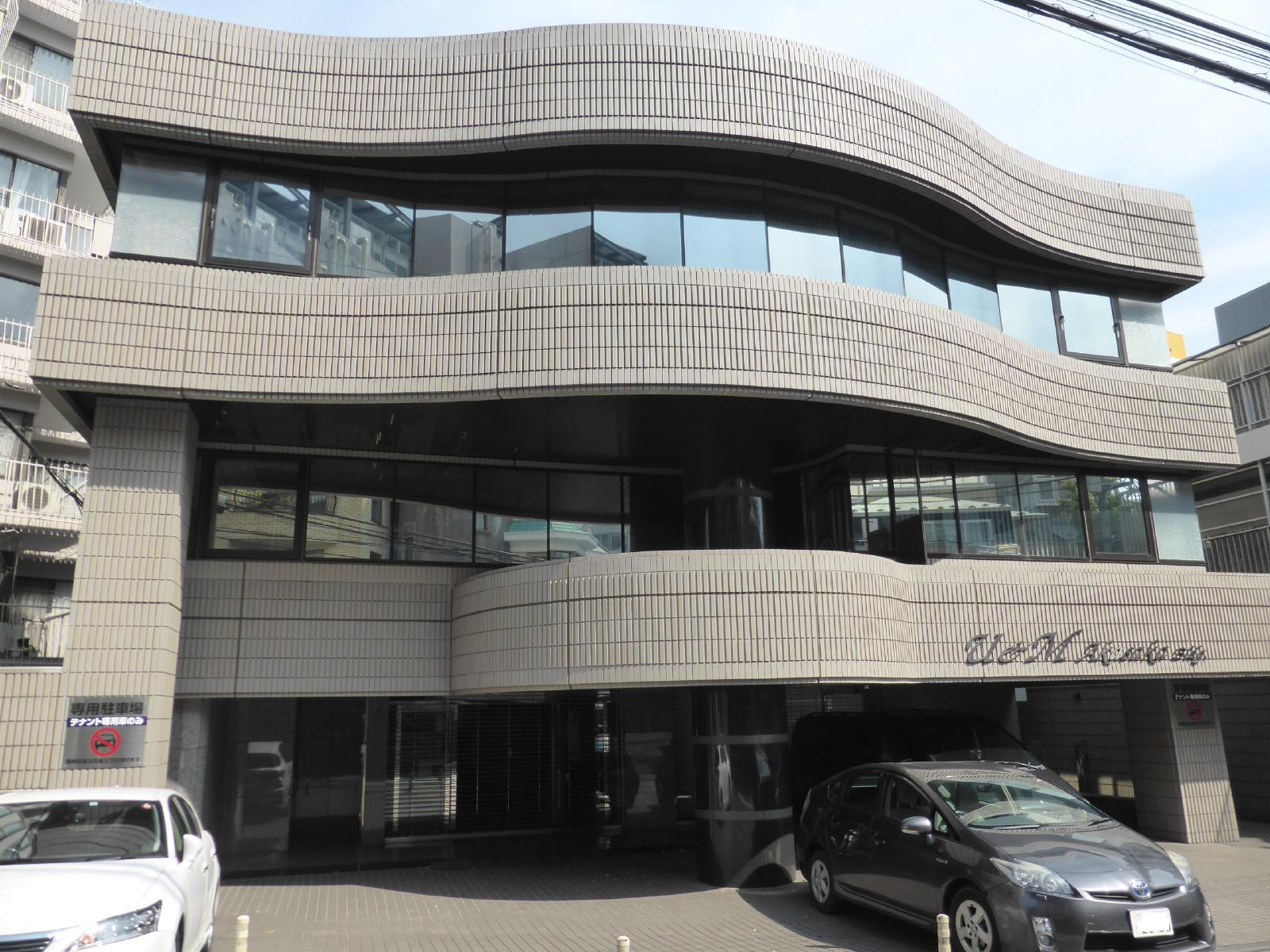
سفارت لسوتو در توکیو
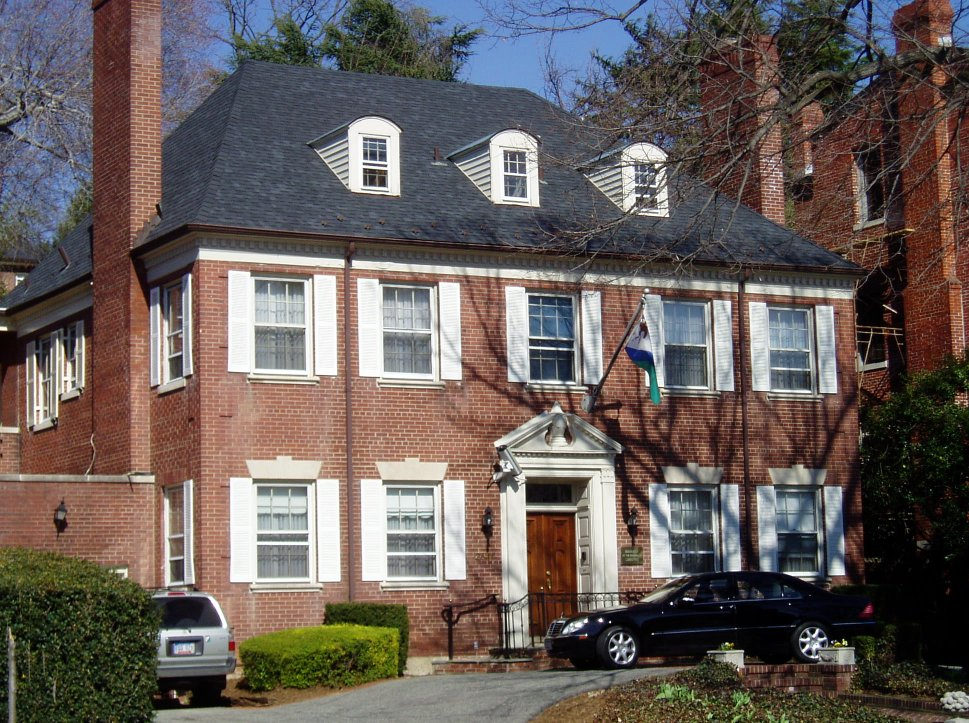
سفارت لسوتو در واشنگتن دی‌سی

## نمایندگی‌های بسته‌شده

### اروپا
| کشور میزبان | شهر    | نوع نمایندگی | سال بسته‌شدن | منابع |
| ----------- | ------ | ------------ | ----------- | ----- |
| دانمارک     | کپنهاگ | سفارت        | ۲۰۰۵        |       |